# Dissonus ruvetti
Dissonus ruvetti är en kräftdjursart. Dissonus ruvetti ingår i släktet Dissonus och familjen Dissonidae. Inga underarter finns listade i Catalogue of Life.